# Czakó Adolf
Czakó Adolf (eredeti neve: Zwick Róbert (1884-ig)) (Pest, 1860. február 4. – Budapest, 1942. január 28.) magyar építészmérnök, műegyetemi tanár. Az Országos Középítési Tanács és a Magyar Anyagvizsgálók Egyesülete elnöke, valamint az Anyagvizsgálók Nemzetközi Szövetségében Magyarország állandó képviselője volt.

## Életpályája
Szülei: Zwick Mihály és Hirsch Alojzia voltak. Tanulmányait a budapesti Műegyetemen és Zürichben végezte el. 1884-ben diplomázott. Gyakorlatát a MÁV-nál végezte el 1885–1886 között. 1886–1889 között a Közmunka- és Közlekedésügyi Minisztérium mérnökeként dolgozott. 1889–1894 között a Kereskedelmi Minisztérium Hídépítési Osztályának mérnöke, 1894–1895 között főmérnöke volt. Ebben az időszakban építette a zágrábi Száva-hidat. Egy értekezését a Mérnök Egylet 1888-ban Hollán-pályadíjjal jutalmazta. 1895-től a József Műegyetem alkalmazott szilárdságtani tanszékén előadó, majd nyilvános rendkívüli tanár (1895–1900), 1900–1931 között nyilvános rendes tanára volt. 1902-ben vezette be a mérnökképzésbe a szilárdságtani laboratóriumi gyakorlatokat. 1912–1914 között a Gépészmérnöki Osztály dékánja volt. 1916–1917 között a Mérnöki és Építészi Osztály dékánjaként dolgozott. 1918–1920 között a Műegyetem rektora volt. 1931-ben nyugdíjba vonult. 1931-ben a Magyar Mérnök és Építész Egylet tagja lett. 1938-ban a műszaki tudományok tiszteletbeli doktorává avatták.
Sírja a Fiumei úti sírkertben található (11-5-9).

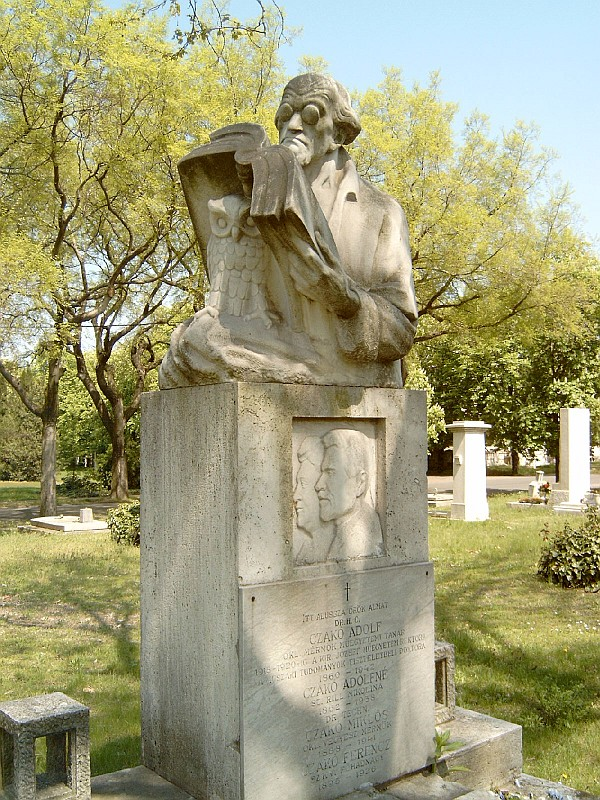
Sírja Budapesten. Kerepesi temető: 11-5-9 (szobrász: Bory Jenő)